# XVI. Mediteranske igre – Pescara 2009.
16. Mediteranske igre održane su od 25. lipnja do 5. srpnja 2009. u Pescari, Italija. Sudjelovale su 23 države.

## Sudionici
- Albanija
- Andora
- Alžir
- Bosna i Hercegovina
- Cipar
- Crna Gora
- Egipat
- Francuska
- Grčka
- Hrvatska
- Italija
- Libanon
- Libija
- Maroko
- Malta
- Monako
- San Marino
- Slovenija
- Srbija
- Sirija
- Španjolska
- Tunis
- Turska

## Športovi
| - streličarstvo - športska gimnastika - atletika - košarka - odbojka na pijesku - boćanje - boks - kajak i kanu - biciklizam - konjički šport | - mačevanje - nogomet - golf - rukomet - džudo - karate - ritmička gimnastika - veslanje - jedrenje | - streljaštvo - plivanje - stolni tenis - tenis - odbojka - vaterpolo - skijanje na vodi - dizanje utega - hrvanje |

## Ljestvica osvajača medalja
| Medalje             |       |        |        |
| Države              | Zlato | Srebro | Bronca |
| Italija             | 64    | 49     | 63     |
| Francuska           | 48    | 53     | 39     |
| Španjolska          | 28    | 21     | 34     |
| Turska              | 20    | 19     | 26     |
| Grčka               | 19    | 14     | 31     |
| Tunis               | 13    | 11     | 13     |
| Egipat              | 11    | 10     | 13     |
| Srbija              | 9     | 13     | 13     |
| Slovenija           | 7     | 9      | 10     |
| Maroko              | 6     | 9      | 6      |
| Hrvatska            | 5     | 12     | 11     |
| Cipar               | 3     | 4      | 1      |
| Albanija            | 2     | 4      | 0      |
| Alžir               | 2     | 3      | 12     |
| Sirija              | 2     | 3      | 7      |
| Crna Gora           | 2     | 2      | 3      |
| San Marino          | 1     | 3      | 2      |
| Libija              | 1     | 0      | 6      |
| Bosna i Hercegovina | 0     | 3      | 5      |
| Malta               | 0     | 1      | 0      |
| Monako              | 0     | 1      | 0      |

## Vanjske poveznice
- Pescara 2009.  Arhivirana inačica izvorne stranice od 29. prosinca 2005. (Wayback Machine)
- Međunarodni odbor Mediteranskih igara  Arhivirana inačica izvorne stranice od 3. veljače 2007. (Wayback Machine)